# 莫哈末阿里夫
丹斯里拿督莫哈末阿里夫是一名马来西亚政治家，前任马来西亚国会下议院议长，现任马来西亚律师纪律局主席。

## 早期生活和学历
莫哈末阿里夫于1949年在英属马来亚联合邦吉打双溪大年出生。他毕业于伦敦政治经济学院（LSE），获得法律学学士学位。

## 职业生涯
莫哈末阿里夫从伦敦政治经济学院毕业后加入马来亚大学法学院。1986年，他与伙伴开创Cheang＆Ariff律师事务所，成为一名辩护律师。
莫哈末阿里夫随后于1993年至1995年期间加入马来西亚证卷监督委员会并成为第一位市场监管部门主管。在1995年至1996年期间，他担任吉隆坡期权和超级交易所（KLOSE）的董事。他于2007年至2008年期间担任马来西亚公司委员会的顾问委员会成员。除此之外，他还是评级审查委员会和马来西亚评级机构的成员。
莫哈末阿里夫于2008年被任命为马来亚高等法院的司法专员。他于2009年被任命为马来亚高等法院的法官。2012年，他被任命为上诉法院法官。他于2015年从马来西亚司法机构退休，并回到了他之前的律师事务所业务（Cheang＆Ariff），以律师的身份继续服务。
2009年霹雳州宪法危机爆发时，莫哈末阿里夫曾任该案法官。担任马来亚高等法院法官，他裁定马来西亚内政部针对伊斯兰姐妹（SIS）撰写的《穆斯林妇女和伊斯兰极端主义挑战》一书所颁布的禁令无效。

## 政治生涯
莫哈末阿里夫曾于2004年大选时代表回教党（现伊斯兰党）参选雪兰莪州议会哥打白沙罗州议席。2015年，莫哈末阿里夫宣布退出伊斯兰党，并加入诚信党。2018年，为了成为马来西亚国会下议院议长的候选人，莫哈末阿里夫宣布辞去所有党派职务，并于2018年7月1日成为一名无党籍政治家。
2018年7月16日，莫哈末阿里夫当选成为第9任马来西亚国会下议院议长。他也兼任随后合并的律师事务所（Chooi＆Company + Cheang＆Ariff）的法律顾问。
2020年2月24日，马来西亚政坛发生政治危机，导致时任执政党希望聯盟政权垮台，由慕尤丁领导的国民联盟取代希盟上台执政，慕尤丁也担任第8任马来西亚首相。6月27日，慕尤丁向国会下议院办公室动议，要求在因2019冠状病毒病疫情而延迟在7月13日召开的国会会议中，撤换议长和副议长职务。最终在7月13日，首相慕尤丁在第14届第3季国会会议上，正式提呈撤换莫哈末阿里夫的国会动议，成功以111票支持、109票反对通过撤换莫哈末阿里夫。莫哈末阿里夫也因此成为马来西亚历史上首个沒有犯错的情况下，被开除的下议院议长，由阿兹哈阿兹占·哈仑接任他的职位。副议长倪可敏随后也宣布辞职，表示与阿里夫共同进退。莫哈末阿里夫在国会召开记者会时形容，他是英国西敏寺制度的800年历史里，第二位被撤换的在任议长。两人宣布将根据议会程序接受动议，以遵守宪法的方式离职。
2021年1月12日，国家元首苏丹阿都拉陛下颁布全国即日起进入紧急状态到8月1日，以遏制COVID-19疫情，直到确诊病例受到控制和下降，才可提前解除。首相慕尤丁也宣布，只要紧急状态持续，包括国会和州议会将不会开会，引起各方非议。莫哈末阿里夫对此评论，在紧急状态期间中止议会程序是史无前例的，并提供过去的例子，说明无论是在1969年的骚乱中，还是在1977年的吉兰丹宪政危机的骚乱，甚至是2020年的2场地方补选都颁布和施行过紧急状态，但议会程序不曾全面中止，因此没有任何逻辑或理由不允许召开国会。他呼吁国盟政府允许立即召开国会，以令国家立法机构继续运转。
2月19日，莫哈末阿里夫受委为律师纪律局（ASDB）主席，取代于2月18日退休的拿督阿都拉曼沙艾（Datuk Abdul Raman Saad）。

## 选举成绩
| 年份 | 选区       |  |                        | 得票数 | 得票率 | 竞选对手 | 竞选对手                   | 得票数 | 得票率 | 总票数 | 多数票 | 投票率 |
| ---- | ---------- |  | ---------------------- | ------ | ------ | -------- | -------------------------- | ------ | ------ | ------ | ------ | ------ |
| 2004 | 哥打白沙罗 |  | 莫哈末阿里夫（回教党） | 4,827  | 27.19% |          | 莫哈末莫达阿末达兰（巫统） | 12,926 | 72.81% | 18,697 | 8,099  | 77.84% |

## 封衔
- 马来西亚：
  -  第二等王冠效忠勋章（PSM）－丹斯里（2019年）[19]

- 吉打：
  -  吉打皇家效忠拿督勋章（DSDK）－拿督（2012年）[20]